# 有床診療所
有床診療所（有床診）とは、19床以下の病床を備え、通院治療とともに、必要があれば入院して治療を行う事ができる小規模な医療施設のことである。
日本では医療法上、一定規模以上の医療機関を病院といい、小規模のものは診療所と呼ばれる。
「病院」とは、医師が公衆又は特定多数人のため医業を行う場所と定義され、病床数20床以上の入院施設（病棟）を持つものを指す（医療法第1条の5前段）。

## 歴史
享保7年（1722）江戸に日本初の病床を併設した診療所「小石川療養所」が開設された。
町医者、小川笙船（しょうせん）が目安箱に投じた訴えが将軍徳川吉宗を動かし、幕末まで庶民に医療を提供した。
この史実にちなんで、全国有床診療所連絡協議会により療養所が開設された12月4日は「有床診療所の日」とされている。

## 機能
|                                                                  | 数   | 割合 |
| 病院から早期退院患者の在宅・介護施設への受け渡し                 | 2338 | 37%  |
| 専門医療を担って病院の役割を補完                                 | 3222 | 51%  |
| 緊急時に対応する機能                                             | 2902 | 46%  |
| 在宅医療の拠点としての機能                                       | 1603 | 25%  |
| 終末期医療 を担う機能                                            | 1631 | 26%  |
| いずれの機能にも該当しない                                       | 768  | 12%  |
| 休棟中                                                           | 658  | 10%  |
| （平成27年度病床機能報告のデータより、有床診療所6332施設を集計） |      |      |

## 展望
有床診療所の診療科は多岐にわたっており、その形態も様々である。
眼科・耳鼻科・泌尿器科・産科・整形外科などの有床診ではそれぞれの分野で、少ない人員で効率的に手術などの専門医療を提供し、大病院への患者集中を緩和している。
また、地域と密着したかかりつけ医が常駐し、通所リハビリやショートステイなどの介護サービスを併用する有床診では、高齢になっても住み慣れた場所で自分らしい生活を続けるという地域包括ケアシステムを構築する上で、重要な役割が期待されている。
一方、病院に比べ低い入院基本料、スタッフ確保の困難さ、院長の高齢化、後継者難など多くの要因で、有床診療所数は年々減少しており、平成8年（1996）には全国で20,452施設存在していたが、令和2年2月の医療施設動態調査では6,531施設と報告された。